# حزقيال باوتيستا مونيوث
حزقيال باوتيستا مونيوث (بالإسبانية: Juan Bautista Muñoz)‏ هو مؤرخ وفيلسوف إسباني، ولد في 12 يونيو 1745، وتوفي في 19 يوليو 1799.